# 東風嶺
76°36′S 160°47′E / 76.600°S 160.783°E
東風嶺（英語：Eastwind Ridge）是南極洲的山嶺，位於維多利亞地的斯科特海岸，處於查塔胡奇冰川和托爾冰川之間，屬於康沃伊山脈的一部分，全長20公里，根據美國地質調查局測量和該國海軍的空中照片繪入地圖。